# Allium fistulosum

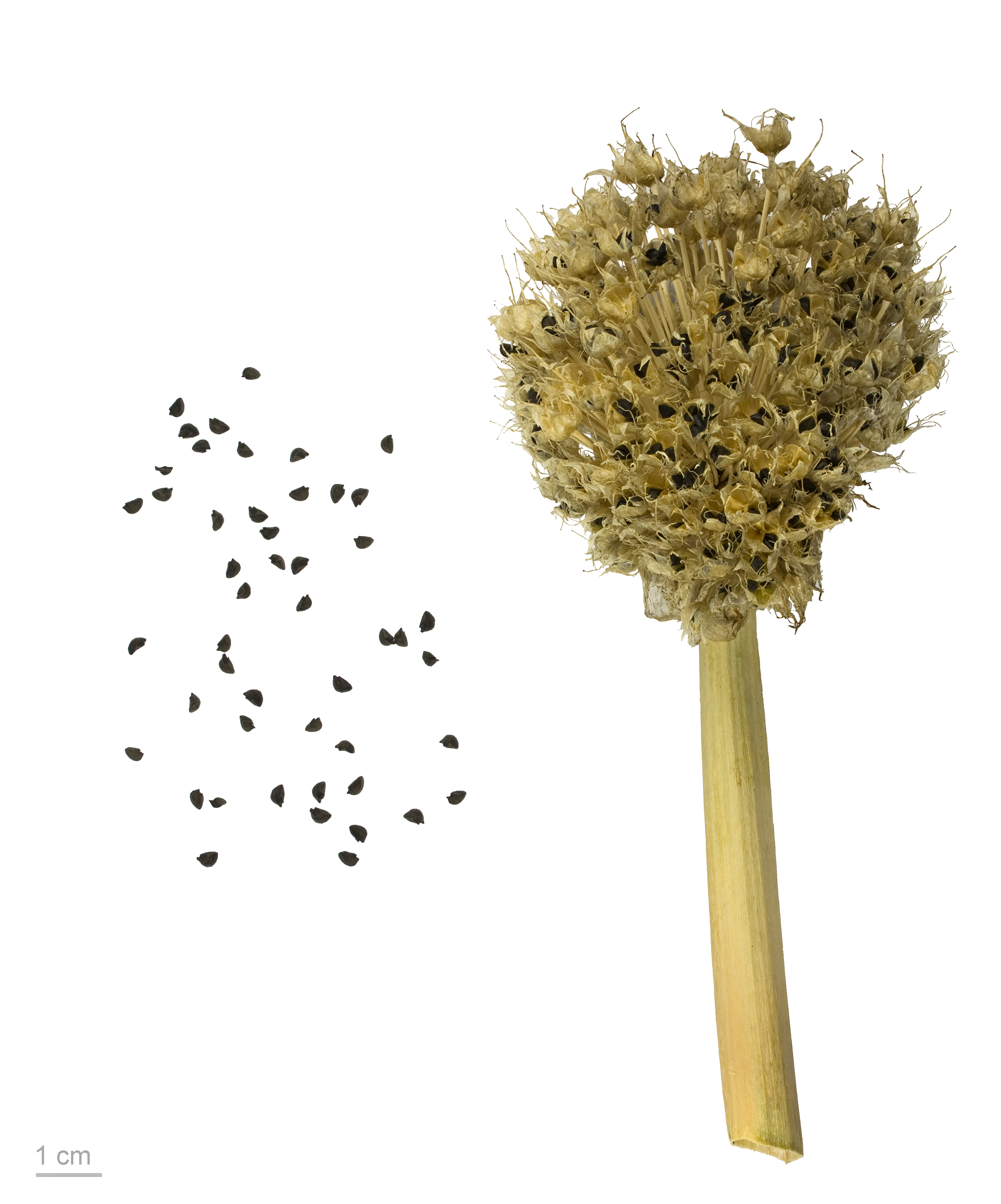
Allium fistulosum

Allium fistulosum, comúnmente llamada cebolla blanca (en Ecuador), cebolleta (en España),  cebollita china (en Perú), cebolla de verdeo (en Argentina y Uruguay), cebollita de verdeo (en Paraguay), cebolla larga, cebolla en rama o cebolla junca (en Colombia), cebolla cambray (en El Salvador, México y Bolivia), cebollín (en Puerto Rico, Chile, República Dominicana, Guatemala y Venezuela), cebollino (en Panamá, Costa Rica, Honduras y Cuba), es una especie del género de las cebollas (Allium). Esta planta es perenne, nunca forma bulbos y con brácteas con fístulas en lugar de hojas.

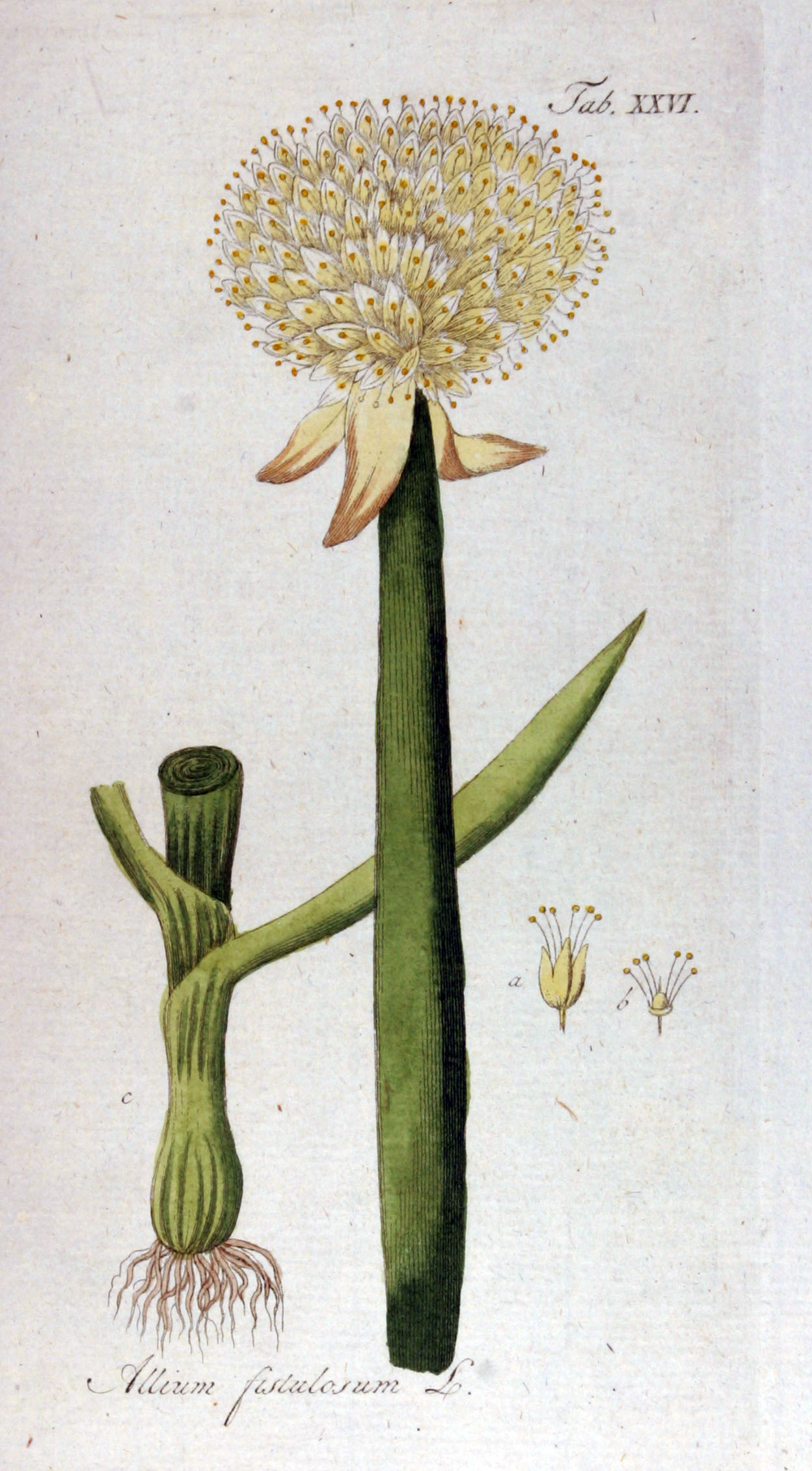
Ilustración

## Descripción
Las raíces se producen en la base del tallo, son fasciculadas y poco abundantes; verticalmente miden hasta 30-45 cm y horizontalmente unos 3 cm. Cada hoja tiene una base larga y carnosa, que se une estrechamente con la base de las demás hojas, formando un seudotallo, envuelto por láminas finas o túnicas, y la exterior es seca. Las hojas son tubulares de 25-35 cm de largo y 5-7 mm de diámetro. El tallo verdadero es un disco comprimido, de donde parten las raíces y la base de las hojas. El tallo floral es hueco y cilíndrico, parecido a las hojas, termina en una umbela de pedicelos cortos y forma ovalada. Cada umbela tiene de 350 a 400 flores hermafroditas muy pequeñas que producen cada una seis semillas pequeñas, planas negras.
En gusto y en olor es muy semejante a cebolla blanca; ésta no forma verdaderos bulbos sino un engrosamiento del conjunto de sus hojas en su base muy similar al puerro; respecto a la cebolla de hoja o ciboulette, se consume su tallo blanco y carnoso pero no sus hojas.

## Taxonomía
Allium fistulosum fue descrita por  Carlos Linneo y publicado en Species Plantarum 1: 301. 1753.
Etimología
Allium: nombre genérico muy antiguo. Las plantas de este género eran conocidos tanto por los romanos como por los griegos. Sin embargo, parece que el término tiene un origen celta y significa "quemar", en referencia al fuerte olor acre de la planta. Uno de los primeros en utilizar este nombre para fines botánicos fue el naturalista francés Joseph Pitton de Tournefort (1656-1708).
fistulosum: epíteto latino que significa "tubular".
Sinonimia
| - Allium aroides Popov & Vved. - Allium bouddhae Debeaux - Allium fistulosum L. - Allium fistulosum var. caespitosum Makino - Allium fistulosum f. viviparum (Makino) Hiroe - Allium fistulosum subsp. viviparum (Makino) Kazakova - Allium fistulosum var. viviparum Makino | - Allium sapidissimum Hedw. - Cepa fissilis Garsault - Cepa fistulosa (L.) Gray - Cepa ventricosa Moench - Kepa fistulosa (L.) Raf. - Phyllodolon fistulosum (L.) Salisb. - Porrum fistulosum (L.) Schur |

## Importancia económica y cultural

### Usos culinarios
En la cocina asiática, especialmente en el este asiático y en el sudeste asiático, la cebolleta es un importante ingrediente. En Japón es usada en multitud de platos, tales como en la sopa miso o en el takoyaki. En Perú es un elemento básico de la cocina chifa.
La utilización de la cebolleta es tan antigua como la humanidad. Algunos opinan que apareció en Siberia y que fue introducida en Europa a finales de la Edad Media.
Su forma característica es alargada y de poco grosor. Sus hojas y tallos son huecos y más delgados que los del puerro. Su sabor es más dulce y delicado que el de la cebolla. Por eso, el gusto de los platos se torna más refinado ante la presencia de sus hojas de verde intenso y buen aroma. Una vez limpia y lavada, algunos recomiendan aprovechar sólo su parte blanca y tres o cuatro centímetros de su parte verde; el resto lo desechan. Su conservación no va más allá de ser guardada o congelada en la nevera. La cebolleta, cortada en tiras o en rodajas, puede ser aprovechada en la decoración y preparación de ensaladas, sopas, salsas, carnes, pescados, mariscos y platos a base de huevo.
También es posible emplearla en sustitución de la cebolla en algunos platos.

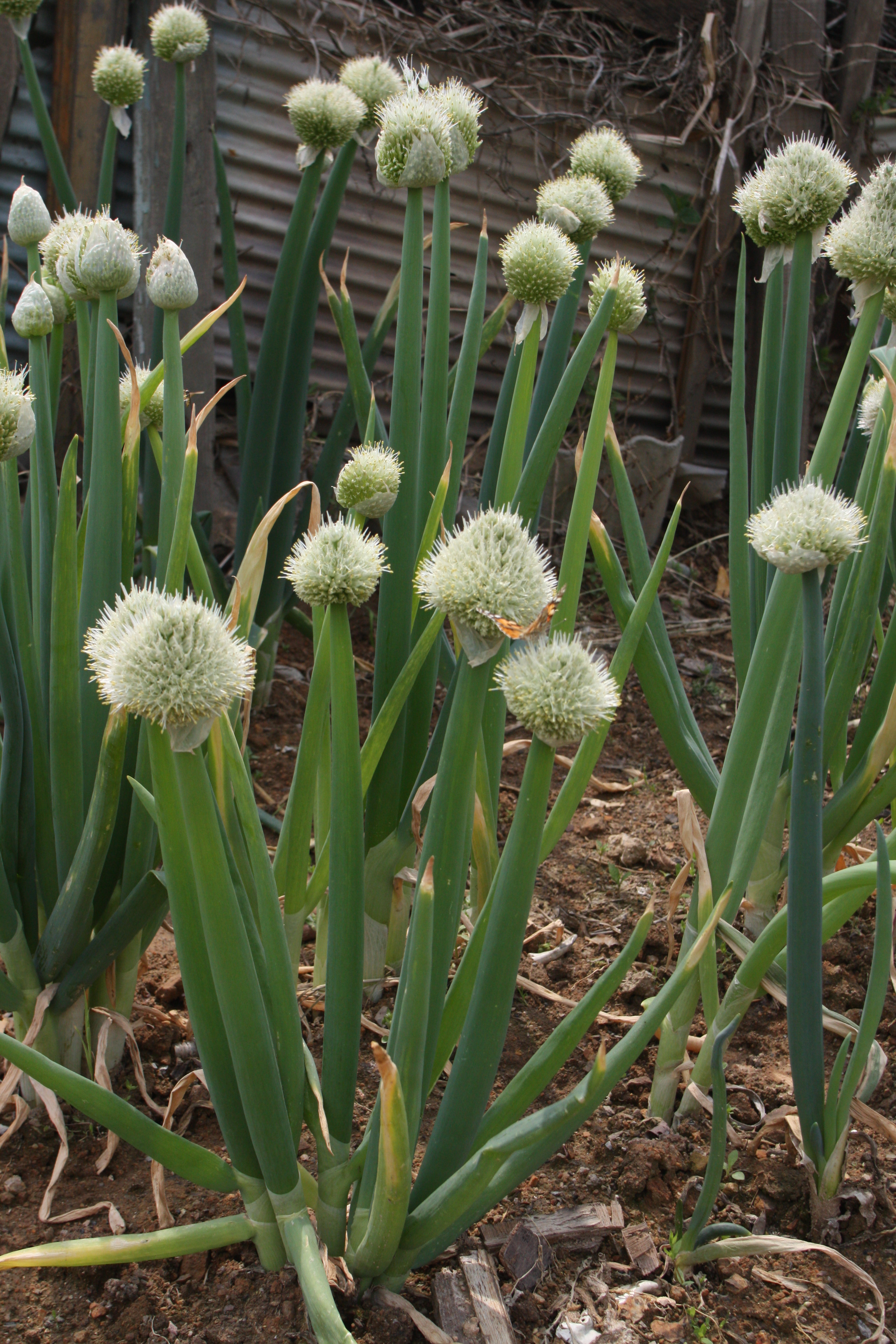
Vista de la planta

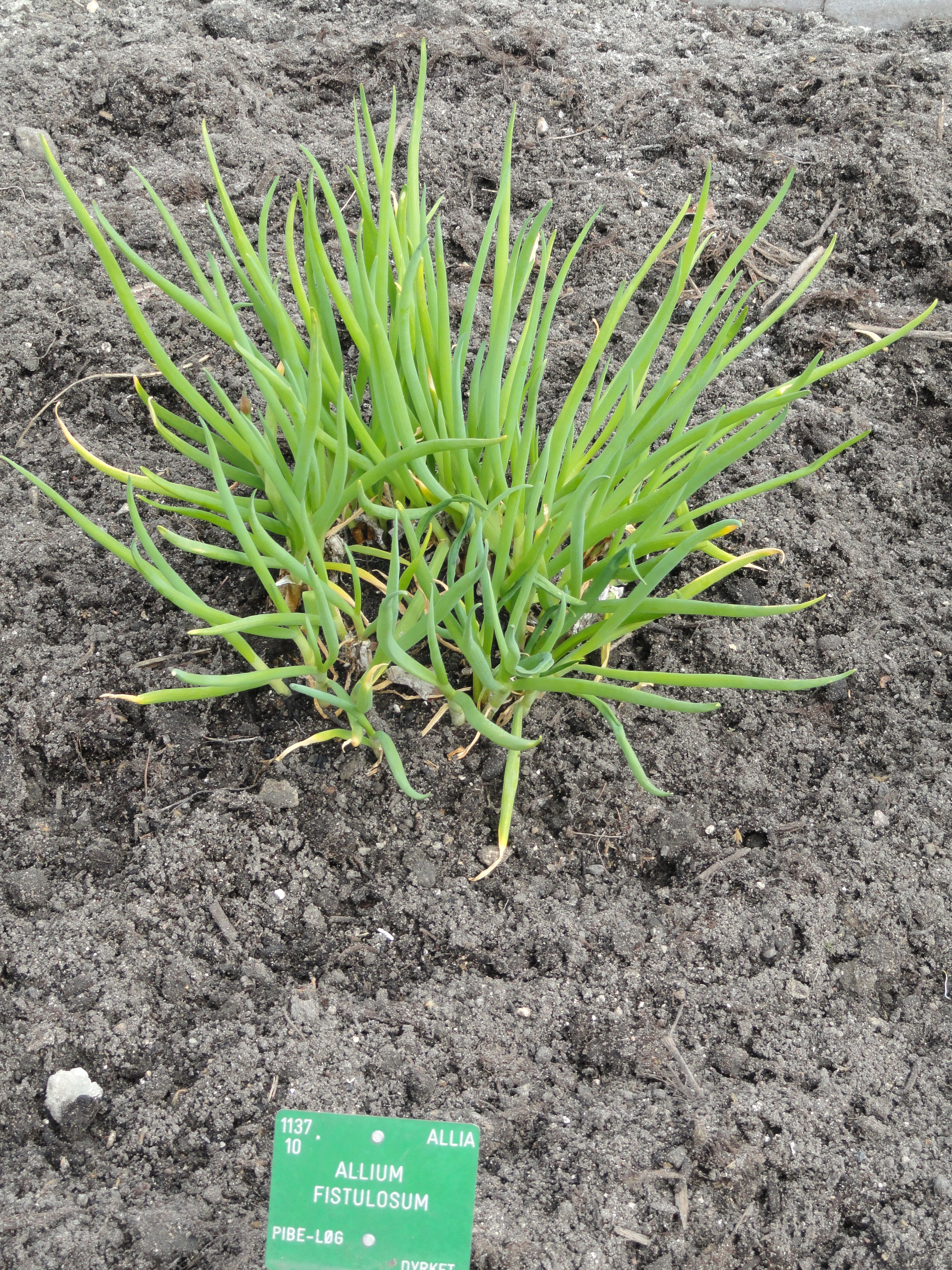
Planta joven

### Usos medicinales
Por contener agua y potasio es efectiva como diurético y como agente mantenedor del ritmo cardíaco y la presión arterial.
De la planta de la cebolla se utiliza, para fines medicinales: el bulbo, la parte blanca del tallo y raíces.
El bulbo fresco o cocido se usa para tratar dispepsia, esplenomegalia, hipertensión, ictericia y prolapso rectal. La tintura, infusión en vino o jugo se usa para tratar afecciones renales (proteinuria), intestinales (cólico, indigestión, inflamación, estreñimiento, hemorroides, lombrices) y respiratorias (constipado, difteria, epistaxis, fiebre, pulmonía, resfriado, tos, tuberculosis), trombosis coronaria, edema, y enfermedades exantemáticas. El bulbo fresco o tostado machacado se aplica en cataplasma y emplasto para tratar artritis, abscesos, quemaduras, induraciones, inflamación, mezquinos, tumores y cáncer.
Se le atribuyen propiedades antihelmíntica, antiséptica, calmante, colerética, depurativa, digestiva, diurética, emenagoga, emoliente, espasmolítica, estimulante, expectorante, rubefaciente, sedante y vermífuga.
En general las propiedades de los diferentes tipos de cebollas son similares, aunque se dice que la cebolla blanca tiene propiedades parecidas a las del ajo, pero menos fuertes.

### Cultivo

#### Propagación y crecimiento
Altitud
Desde 0 a 2700 m s. n. m.
Clima
Su óptimo desarrollo lo alcanza en climas de cálidos a fríos.
Suelos 
Prefiere suelos ricos, ligeramente ácidos, con una textura algo arenosa y bien drenado y con muchos nutrientes.
Almacenamiento de la semilla
La semilla se puede ver afectada por diferentes factores ambientales como son humedad (14 °C), alejado de rayos solares directos y separado de productos agroquímicos.
Siembra
La cebolla puede propagarse por semilla sexual o por hijuelos. En donde hay estaciones se utiliza más el primer sistema; en el trópico la planta usualmente no produce semilla sexual, y se debe emplear la siembra por hijuelos. La distancia de siembra es de 50-80 cm entre surcos y de 30-40 cm entre sitios, según la fertilidad del suelo. En la propagación asexual, se colocan en cada sitio de dos a tres hijuelos gruesos y bien formados. La propagación por semilla sexual requiere la hechura de semillero y el trasplante posterior, lo que retarda un poco el periodo vegetativo.

#### Profundidad de siembra
La semilla debe quedar cubierta con el sustrato, más o menos a 1 cm de profundidad.
Manejo de luz: La Allium fistulosum requiere una exposición soleada en lugar abierto y ventilado.
Riego: Mantenga el sustrato permanentemente húmedo durante la germinación sin exceso.
Sustrato: Se prepara la cama del germinado con 2 partes de tierra negra bien cernida, mezclada con una parte de arena o cascarilla de arroz quemada.

#### Desinfección del sustrato
Productos biológicos: Se encuentran en el mercado varios productos que pueden ser usados individualmente o mezclados para controlar los organismos patógenos de suelo: Trichoderma  (harzianum,  koningii y  viridae) han demostrado ser efectivos para el control preventivo de varios patógenos del suelo como: Fusarium, Rhizoctonia, Pythium. Sclerotinia y otros causantes del damping off se aplica en dosis de 1 a 2 g/l, se recomienda remojar el hongo previamente durante 12 horas para lograr una mayor eficiencia. Extracto de ruda (Ruta graveolens) se emplea para el control de nematodos y como desinfectante natural de suelos, contiene sustancias alelopáticas, se utiliza en dosis de 5-10 cc/l.
Productos químicos: Usar fungicidas y nematicidas comerciales, según la dosis recomendada, tapar con plástico durante 4 - 6 días y dejar airear durante 8 días, antes de sembrar la semilla.
Análisis de Laboratorio
Periodo Vegetal: 90 Días
Rendimiento Tn/Ha: 5-4
Cantidad de semillas/Ha: 2-4 Lb*
Plagas y Enfermedades
Plagas de la Allium fistulosum:
- Escarabajo de la cebolla
- Mosca de la cebolla
- Trips (insecto cuyas larvas se meten entre las capas de las cebollas)
- Polilla de la cebolla
- Nematodos

#### Enfermedades de la cebolla
- Mildiu.
- Botrytis: Provoca podredumbre blanda del cuello de la planta en épocas muy lluviosas, quedando la planta recubierta de un moho grisáceo. Por eso es importante evitar el exceso de humedad.
- Sclerotinia.
- Roya.
- Tizón.
- Alternaria.
- Abigarrado de la cebolla (es un virus, las demás enfermedades antes mencionadas son hongos).

#### Cosecha y operaciones de poscosecha
La Allium fistulosum se cosecha bien sea arrancando todas las plantas o deshijando. Esto último consiste en sacar unas cebollas y dejar otras para que continúe la plantación. Es la forma más frecuente de cultivo, haciendo el primer corte a los cuatro o seis meses y los siguientes cada tres o cuatro meses, de acuerdo con la temperatura ambiental local. Una producción promedio de la cebolla de rama es de 20.000 kg/ha por año.
Comúnmente la cebolla recogida se lava y se le corta una pequeña parte de su base (sólo las raíces), luego es empacada en sacos de yute o fique, formando bultos de unos 60 kg. Para venta al detal suele cortarse las hojas verdes y formar paquetes de un kilogramo envueltos en la base con polietileno transparente.
Es recomendable hacer en las plantaciones paquetes pequeños de unos 25-30 kg, no ajustados mucho, y dejar los arrumes poco altos para evitar que el producto sufra lesiones y se dañe.
La cebolla junca se utiliza en forma fresca, como condimento de diversos platos, para preparar guisos, salsas, productos de salsamentaria; a nivel industrial se deshidrata para producir extractos, además, tiene uso medicinal, como antianoréxica y purificadora de la sangre.

#### Conservación
Las cebolletas o cebollas de verdeo tienen como condiciones óptimas de conservación una temperatura de 0 °C y una humedad relativa óptima de 95-100 %.  En tales condiciones pueden conservarse hasta 3 semanas. Las cebolletas o cebollas de verdeo se caracterizan por su muy baja producción de etileno pero su sensibilidad al etileno es elevada, por lo cual no conviene mezclarlas con frutos climatéricos que liberan al ambiente concentraciones elevadas de esa fitohormana, para evitar el amarillamiento prematuro de sus hojas.

#### Propiedades nutricionales
La cebolla verde  es una excelente fuente de nutrientes esenciales, por ejemplo vitamina K, vitamina C, folato, beta carotenos, compuestos de azufre, fibra, varios minerales y agua. Una porción de 100 gramos de cebolletas picadas contiene aproximadamente 1:
Calorías: 32
Proteína: 1.8 g
Grasas: 0.2 g
Fibra: 2.6 g
Carbohidratos: 7.3 g
Vitamina K: 207 mcg (259%)
Vitamina C: 18.8 mg (31%)
Vitamina A: 997 IU (20%)
Folato: 64.0 mcg (16%)
Hierro: 1.5 mg (8%)
Potasio: 276 mg (8%)
Manganeso: 0.2 mg (8%)
Calcio: 72 mg (7%)
Riboflavina: 0.1 mg (5%)
Magnesio: 20 mg (5%)

## Nombres comunes
Cebolla de invierno, cebolleta, cebolleta blanca, cebolleta colorada, cebollino (no confundir con Allium schoenoprasum llamado también cebollino), cebollino inglés; en Colombia, cebolla de rama, cebolla junca y cebolla larga; en Chile y Venezuela, cebollín; en Argentina, cebolla de verdeo; en Paraguay es comúnmente llamada cebollita; en Perú, es conocida como cebolla o cebollita china, pues se cree que fue introducida por los primeros inmigrantes chinos el siglo XIX.

### En otras lenguas
El nombre en inglés británico es engañoso: Welsh, ya que no significa que provenga de Gales. "Welsh" preserva el significado original del "antiguo inglés" welisc, "extranjero". En el resto de los países de habla inglesa las llaman "Green Onions". La planta es originaria de Asia, posiblemente Siberia o China. Las cebolletas son conocidas como 蔥 (chino tradicional) o  葱 (chino simplificado) (pinyin: cōng), ネギ en japonés (su transliteración, negi, es otro término para las cebolletas), y 파 ('pa) en coreano.